# Richard Strode (MP)
Richard Strode (22 de maio de 1528 - 5 de agosto de 1581), de Newnham, na paróquia de Plympton St Mary em Devon, foi um membro do parlamento inglês por Plympton Erle em 1553 e 1559. Mais tarde, ele serviu como escheator por Devon e Cornwall de 1565–1566.
Ele era o filho mais velho de William Strode de Newnham, Devon e Elizabeth, filha de Philip Courtenay.  Ele casou-se em 11 de novembro de 1560 com Frances (falecida em 7 de fevereiro de 1562), filha de Gregory Cromwell, 1º Barão Cromwell e Elizabeth Seymour, de quem teve um filho: William Strode (1562-1637).
Strode morreu em 5 de agosto de 1581, dois anos depois do seu pai, deixando propriedades de terras avaliadas em mais de £ 60 por ano para o seu filho e herdeiro, William, então com dezenove anos.